# Adalberto Nunes da Silva
Adalberto Nunes da Silva (São Paulo, 2 de setembro de 1978) é um jogador de futsal brasileiro. Atualmente, joga pelo Sestu e pela Seleção Brasileira de Futsal na posição de pivô.